# Eskilsminne

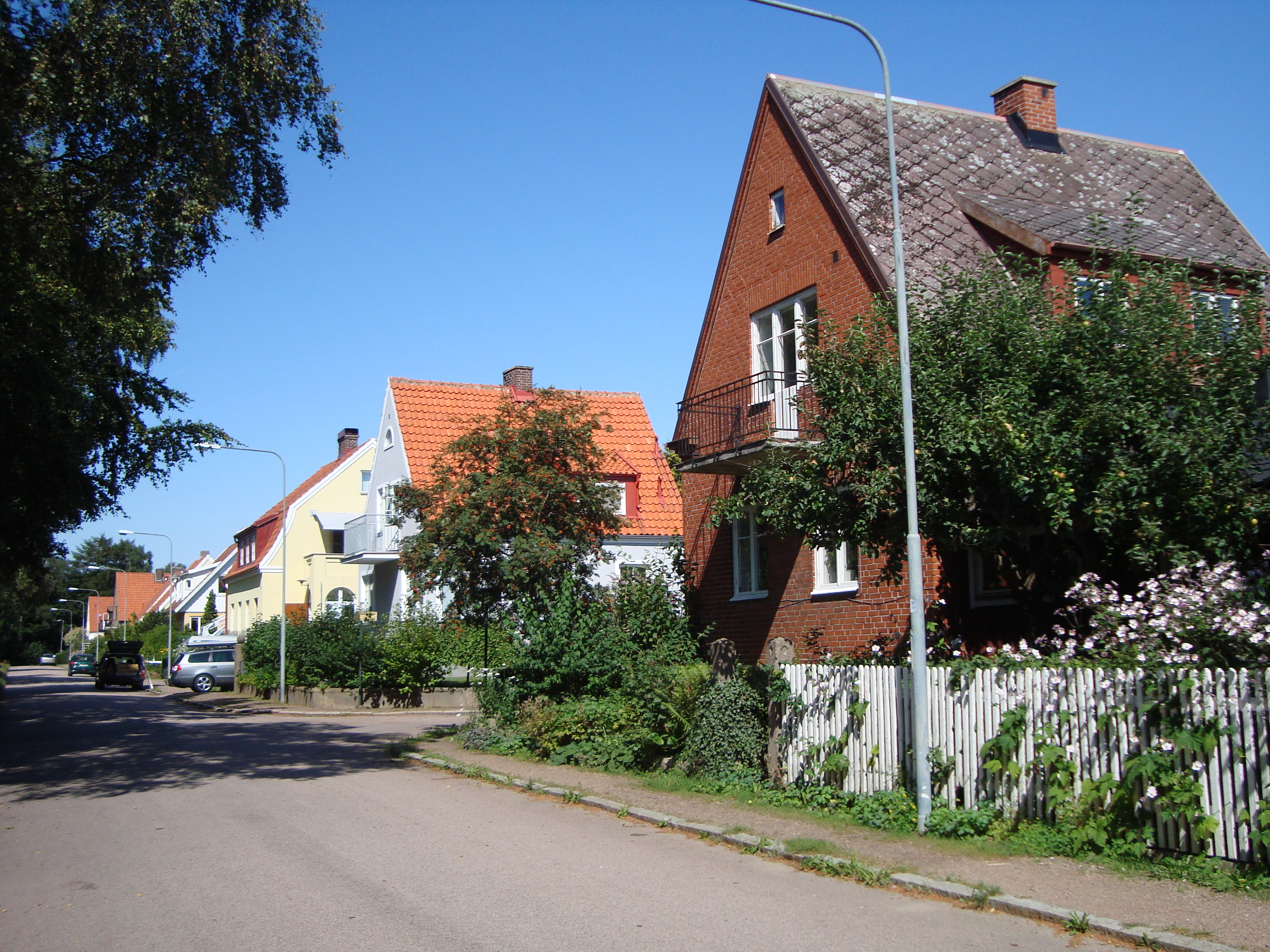
Dalgatan.

Eskilsminne är en stadsdel i sydöstra Helsingborg som fått sitt namn av lantbrukaren Per Eskilsson. Stadsdelen består nästan uteslutande av villaområde. Den 31 december 2020 hade statistikområdet Eskilsminne 1 895 invånare.

## Stadsbild
Stadsdelen avgränsas i norr av Jordbodalen/Fältarpsvägen, i öster av Lagmansgatan/Södra Hunnetorpsvägen och i väster av Elinebergsvägen och Harlyckans idrottsplats. Genom stadsdelen löper Ramlösavägen som huvudgata. Stadsdelen upplevs som väldigt backig; den utgör en sektion av landborgsslänten. Eskilsminne är en utpräglad villastadsdel och består nästan uteslutande av villabebyggelse från 1920-talet och framåt. De enda byggnaderna som bryter från mönstret är ett radhusområde mot Harlyckans idrottsplats längst i väster och en radhuslänga mot Södra Hunnetorpsvägen i öster. Kvarteren närmast Jordbodalen och kring Per Eskils gata är de som uppvisar den mest enhetliga egnahemsbebyggelsen. Flera av villorna här är uppförda i 1920-talsklassicism, med närmast kvadratiska grundplaner, branta takfall och fasader av antingen mörkt tegel eller ljus puts. Flera av byggnaderna har dock byggts ut med senare tillägg och ett antal har tilläggsisolerats och därmed fått nytt fasadmaterial och ett grövre uttryck genom bland annat djupare fönsternischer. 
Ett annat enhetligt område är småstugeområdet, bestående av tre kvarter i stadsdelen nordöstra hörn. Dessa byggnader har istället mycket flackare takfall och mer rektangulära grundplaner. Kompletterande bebyggelse av senare datum har efter hand lagts till stadsdelen, vilket på sina ställen ger en åldersmässigt varierad struktur. Egnahemsområdets väl tilltagna tomter har också gjort att nyare villor tillkommit genom att den bakre delen av tomten styckats av till en ny villatomt.

## Historia
Marken som den nuvarande stadsdelen står på utgjorde förr ett utmarksområde till Västra Ramlösa by i Raus socken, kallat Ryttarelyckan. Marken genomkorsades av en gammal landsväg mellan Västra Ramlösa och Helsingborg. Denna kom efter Ramlösa hälsobrunns tillkomst 1707 att bli allt mer använd och motsvaras idag av Ramlösavägen. År 1898 började lantbrukaren Nils Petter Olsson på gården Köpinge nr 5 att stycka av tomter för villabebyggelse i vad så småningom kom att bli stadsdelen Fältabacken norr om området. Vid denna tid hade Helsingborgs stadsbebyggelse vuxit allt närmre området, samtidigt som efterfrågan på villor ökade, särskilt från arbetare som ville komma ifrån de trånga bostadskvarteren i stadens södra arbetarområden. Flera andra markägare följde Olssons exempel och började stycka av tomter.
En del av Ryttarelyckan ägdes av lantbrukaren Per Eskilsson som såg hur stadens arbetare gjorde utfärder till ängarna i området. Han stipulerade därför i sitt testamente att hans ägor skulle upplåtas till egnahemsbebyggelse efter sin död. Tomterna skulle enligt testamentet upplåtas till arbetare och hantverkare och vara ungefär 1 000 kvadratmeter så att hemmansägarna kunde odla potatis och hålla djur. Eskilsson dog 1903 och år 1907 upprättades en styckningplan för ägorna av Eskilssons två ogifta döttrar. Försäljningen påbörjades 1908 och 1910 såldes en remsa land öster om nuvarande Gärdesgatan, nuvarande kvarteret Assjan. År 1911 byggdes vad som kom att bli Ramlösavägen 99 (Assjan 28) av Per Jonsson. Den stora utbyggnaden av området startades då egnahemsföreningen Helsingborgs Jordförmedling bildades, på initiativ av Nanny Palmkvist, vars mål var att ge möjlighet åt mindre bemedlade hushåll att uppföra egna bostäder. Föreningen köpte upp 300 tunnland av dödsboets marker och började här stycka upp tomter i egnahemsområdet med namnet Eskilsminne. Man köpte även upp Per Eskilsgården, som revs på 1920-talet. Föreningen styckade upp 326 tomter med en storlek av 1 000–1 200 kvadratmeter med priser på mellan 50 och 115 öre per styck. Dock hade föreningen 700 medlemmar och tomtfördelningen var tvungen att lösas genom lottning. Flera av husen som uppfördes gjordes så av ägarna själva och med en pressad budget. De flesta av husen fick en för tiden typisk utformning med en nästan kvadratisk plan med sadeltak och fasader i tegel eller puts. I vissa fall förekom att husen byggdes av cementstenar som ägarna själva slog.
På 1930- och 40-talen hade en kraftig bostadsbrist uppkommit i Helsingborg, vilket gjorde att stadskamrer Wilhelm Nektman föreslog att man skulle bygga ett småstugeområde i Eskilsminnes nordöstra del. Sextio så kallade småstugor uppfördes 1941–1943 uppfördes de sextio "småstugorna" efter ritningar av byggmästaren och arkitekten Erik Wihlborg. Husen var enkla och funktionalistiska, måtten var 11 × 7 meter på en tomt på 650 kvadratmeter. Husen uthyrdes av staden och byggdes för barnrika familjer och kravet var att familjen bestod av minst fyra barn under 16 år. Det var tre kvarter, som byggdes med tjugo hus i varje kvarter. Sedermera fick de som ville friköpa sitt hyrda hus.

## Befolkningsutveckling
| Befolkningsutvecklingen i Eskilsminne 2000–2020 | Befolkningsutvecklingen i Eskilsminne 2000–2020 | Befolkningsutvecklingen i Eskilsminne 2000–2020 | Befolkningsutvecklingen i Eskilsminne 2000–2020 | Befolkningsutvecklingen i Eskilsminne 2000–2020 |
| ----------------------------------------------- | ----------------------------------------------- | ----------------------------------------------- | ----------------------------------------------- | ----------------------------------------------- |
|                                                 |                                                 |                                                 |                                                 |                                                 |
| År                                              |                                                 |                                                 | Folkmängd                                       |                                                 |
| 2000                                            | 2000                                            |                                                 | 1 754                                           |                                                 |
| 2001                                            | 2001                                            |                                                 | 1 787                                           |                                                 |
| 2002                                            | 2002                                            |                                                 | 1 808                                           |                                                 |
| 2003                                            | 2003                                            |                                                 | 1 805                                           |                                                 |
| 2004                                            | 2004                                            |                                                 | 1 831                                           |                                                 |
| 2005                                            | 2005                                            |                                                 | 1 835                                           |                                                 |
| 2006                                            | 2006                                            |                                                 | 1 849                                           |                                                 |
| 2007                                            | 2007                                            |                                                 | 1 858                                           |                                                 |
| 2008                                            | 2008                                            |                                                 | 1 848                                           |                                                 |
| 2009                                            | 2009                                            |                                                 | 1 847                                           |                                                 |
| 2010                                            | 2010                                            |                                                 | 1 854                                           |                                                 |
| 2011                                            | 2011                                            |                                                 | 1 852                                           |                                                 |
| 2012                                            | 2012                                            |                                                 | 1 859                                           |                                                 |
| 2013                                            | 2013                                            |                                                 | 1 865                                           |                                                 |
| 2014                                            | 2014                                            |                                                 | 1 874                                           |                                                 |
| 2015                                            | 2015                                            |                                                 | 1 898                                           |                                                 |
| 2016                                            | 2016                                            |                                                 | 1 879                                           |                                                 |
| 2017                                            | 2017                                            |                                                 | 1 880                                           |                                                 |
| 2018                                            | 2018                                            |                                                 | 1 891                                           |                                                 |
| 2019                                            | 2019                                            |                                                 | 1 932                                           |                                                 |
| 2020                                            | 2020                                            |                                                 | 1 895                                           |                                                 |

## Demografi

### Befolkningssammansättning
Statistikområdet Eskilsminne hade 1 895 invånare den 31 december 2020, vilket utgjorde 1,7 % av befolkningen i hela Helsingborgs tätort (här alla statistikområden i Helsingborgs kommuns innerområde, motsvarande Helsingborgs tätort inklusive vissa närliggande småorter). Medelåldern var vid samma tid 39,5 år, vilket var något lägre än medelåldern för resterande Helsingborg. Åldersfördelningen återspeglar stadsdelens ställning som villaförort med stor andel barnfamiljer, med en större andel barn mellan 0 och 19 år, samt personer i åldern 40 till 59 år. Den största åldersgruppen inom statistikområdet var 50 till 59 år med 17,0 % av befolkningen. Efter Wilson Park och Fältabacken var Eskilsminne också den stadsdel med högst andel av denna åldersgrupp i staden. Personer i åldern 20 till 29 år var dock kraftigt underrepresenterade.
Andelen personer med utländsk bakgrund, alltså personer som antingen är födda utanför Sverige eller har föräldrar som båda är födda utanför Sverige, var inom statistikområdet 12,7 %, vilket var avsevärt lägre än andelen för övriga Helsingborg med 30,3 %. Av de invånare som är födda utanför Sverige hade Eskilsminne en högre andel personer födda i Norden samt övriga Europa än genomsnittet för staden.
| Åldersfördelning (2020) |        |  |  |  |
| Åldersgrupp             | Andel  |  |  |  |
| 0–9                     | 13,8 % |  |  |  |
| 0–9                     | 11,5 % |  |  |  |
| 10–19                   | 15,0 % |  |  |  |
| 10–19                   | 10,7 % |  |  |  |
| 20–29                   | 7,5 %  |  |  |  |
| 20–29                   | 14,7 % |  |  |  |
| 30–39                   | 10,6 % |  |  |  |
| 30–39                   | 14,1 % |  |  |  |
| 40–49                   | 15,8 % |  |  |  |
| 40–49                   | 12,1 % |  |  |  |
| 50–59                   | 17,0 % |  |  |  |
| 50–59                   | 12,5 % |  |  |  |
| 60–69                   | 9,6 %  |  |  |  |
| 60–69                   | 10,3 % |  |  |  |
| 70–79                   | 7,7 %  |  |  |  |
| 70–79                   | 8,8 %  |  |  |  |
| 80–                     | 3,0 %  |  |  |  |
| 80–                     | 5,1 %  |  |  |  |
|                         |        |  |  |  |
|                         |        |  |  |  |
| Medelålder              | 39,5   |  |  |  |
| Medelålder              | 40,7   |  |  |  |

| Utländsk bakgrund (2020)                |        |  |  |  |
|                                         |        |  |  |  |
| Andel                                   | 12,7 % |  |  |  |
| Andel                                   | 30,3 % |  |  |  |
| Födelseland (för födda utanför Sverige) |        |  |  |  |
| Region                                  | Andel  |  |  |  |
| Övriga Norden                           | 11,3 % |  |  |  |
| Övriga Norden                           | 7,3 %  |  |  |  |
| Övriga Europa                           | 44,6 % |  |  |  |
| Övriga Europa                           | 37,8 % |  |  |  |
| Övriga Världen                          | 44,2 % |  |  |  |
| Övriga Världen                          | 54,8 % |  |  |  |

### Utbildning och inkomst
Befolkningen på Eskilsminne hade den 31 december 2020 en högre utbildningsnivå än Helsingborg som helhet. Andelen invånare mellan 20 och 64 år med endast förgymnasial utbildning låg betydligt under genomsnittet för staden och andelen med eftergymnasial utbildning var högre än genomsnittet. Andelen med endast förgymnasial utbildning var med 4,4 % den lägsta i staden. Störst var andelen med eftergymnasial utbildning på 3 år eller högre, med 35,0 %. Medelinkomsten för statistikområdet uppgick 2020 till 466 600 kronor jämfört med 402 800 kronor för Helsingborg som helhet. Kvinnornas medelinkomst uppgick till 77,0 % av männens, vilket var en högre löneskillnad mellan könen än för hela Helsingborgs tätort där andelen uppgick till ungefär 80 %.
| Utbildningsnivå (2020) |        |  |  |  |
| Utbildning             | Andel  |  |  |  |
| Förgymnasial           | 4,4 %  |  |  |  |
| Förgymnasial           | 13,2 % |  |  |  |
| Gymnasial (≤2 år)      | 17,1 % |  |  |  |
| Gymnasial (≤2 år)      | 16,8 % |  |  |  |
| Gymnasial (3 år)       | 23,1 % |  |  |  |
| Gymnasial (3 år)       | 25,8 % |  |  |  |
| Eftergymn. (<3 år)     | 18,7 % |  |  |  |
| Eftergymn. (<3 år)     | 16,8 % |  |  |  |
| Eftergymn. (≥3 år)     | 35,0 % |  |  |  |
| Eftergymn. (≥3 år)     | 24,4 % |  |  |  |
| Ingen uppgift          | 1,8 %  |  |  |  |
| Ingen uppgift          | 3,0 %  |  |  |  |

| Förvärvsinkomst (2020) |         |  |  |  |
| Kön                    | Inkomst |  |  |  |
| Kvinnor                | 405,8   |  |  |  |
| Kvinnor                | 356,9   |  |  |  |
| Män                    | 527,3   |  |  |  |
| Män                    | 446,6   |  |  |  |
| Samtliga               | 466,6   |  |  |  |
| Samtliga               | 402,8   |  |  |  |

### Sysselsättning och hälsa
Arbetslösheten för personer mellan 20 och 64 år uppgick år 2011 till totalt 4,4 %, vilket var avsevärt lägre än genomsnittet för Helsingborg. Arbetslösheten för kvinnor var mindre än den för män och med sina 3,5 % den näst lägsta arbetslösheten bland kvinnor av alla Helsingborgs stadsdelar efter Råå. Den öppna arbetslösheten uppgick 2020 till 2,7 %. Andelen förvärvsarbetande uppgick 2019 till totalt 85,5 %. Av de förvärvsarbetande i stadsdelen pendlade 925 personer till arbeten utanför stadsdelen, medan 59 personer pendlade in till arbeten inom stadsdelen från boende utanför Eskilsminne.
Det genomsnittliga antalet utbetalda dagar med sjukpenning, arbetsskadesjukpenning, rehabiliteringspenning, sjukersättning och aktivitetsersättning från socialförsäkringen för stadsdelen uppgick år 2020 till 13 dagar, vilket var betydligt lägre än de 23 dagar som gällde för Helsingborg som helhet. Ohälsotalet var större för kvinnorna än för männen, men för båda könen låg det avsevärt under genomsnittet för staden som helhet och Eskilsminne var den stadsdel som hade lägst ohälsotal både totalt samt bland män och kvinnor.
| Arbetslöshet (2020) |        |  |  |  |
| Kön                 | Andel  |  |  |  |
| Kvinnor             | 3,5 %  |  |  |  |
| Kvinnor             | 9,8 %  |  |  |  |
| Män                 | 5,3 %  |  |  |  |
| Män                 | 10,2 % |  |  |  |
| Samtliga            | 4,4 %  |  |  |  |
| Samtliga            | 11,1 % |  |  |  |

| Ohälsotal (2020) |       |  |  |  |
| Kön              | Dagar |  |  |  |
| Kvinnor          | 17    |  |  |  |
| Kvinnor          | 27    |  |  |  |
| Män              | 9     |  |  |  |
| Män              | 19    |  |  |  |
| Samtliga         | 13    |  |  |  |
| Samtliga         | 23    |  |  |  |